# تاي هيريون (أنغلزي)
تاي هيريون (بالإنجليزية: Tai-Hirion)‏ هي منطقة سكنية تقع في ويلز في أنغلزي.